# Денежкино (Московская область)
Денежкино — деревня в Новопетровском сельском поселении Истринского района Московской области. Население — 30 чел. (2010).
Самое северное селение района — находится в 36 км от Истры, близ правого берега речки Нудоль, ближайшие населённые пункты — Пречистое и Климовка Клинского района, высота над уровнем моря 210 м. В Денежкино действует ООО «КРРОС» по производству мясных полуфабрикатов.

## Население
| 2002 | 2006 | 2010 |
| ---- | ---- | ---- |
| 40   | ↗44  | ↘30  |